# 澳門巴士3AX路線
澳門巴士3AX路線是由澳巴經營，往返關閘和亞馬喇前地的巴士路線。

## 簡介及歷史
- 2017年9月8日起，配合早上尖峰上班上學的出行需要，且為優化近期因關閘總站停用後的路線安排，交通事務局經評估現時3A路線乘客的出行情況，為加快疏導乘客，將調配3A路線部分班次以新增本線。[1]

- 2017年9月14日，尾班車延長至09:00。[2]

- 2017年9月16日，增加例假日服務，即每天營運（強制性假期除外），服務時間與平日相同。

- 2017年12月20日，新增停靠“勵庭海景酒店”站。

- 2018年8月1日，本線改由澳巴經營。

- 2020年2月1日，因應COVID-19疫情持續，為免資源浪費，本線暫停運作。[3]

- 2020年5月4日，為配合澳門高中階段復課，本線恢復服務。服務時間調整為平日（星期一至五）07:00-08:00，班距15分鐘。[4]

- 2020年5月11日，因應客況需求，本線營運時間延長至上午9時。[5]

- 2021年1月4日，本線由單向線改為循環線，並增加下午尖峰時段班次。[6]

- 2021年8月14日起，靠近關閘東側旅遊巴上落客區的“關閘廣場”站更名為“關閘東側上落客區”。[7]

- 2021年11月27日起，為配合站點分流，改停靠位於近於近東南亞商業中心增設的「宋玉生廣場／東南亞」站。[8]

- 2022年2月26日起，延長上午服務營運時間至09:30。[9]

- 2022年7月11日至17日，因實施「全澳相對靜止管理」措施，本線暫停營運。[10]

- 2022年7月18日至22日，因宣佈延長“相對靜止管理”措施，本線維持上述措施。[11]

- 2022年7月23日起，因“相對靜止管理”結束，本線恢復營運。[12]

- 2022年12月3日起，受外港新填海區25地段公共辦公大樓建造工程開展影響，永久取消停靠“澳門文化中心”站。[13][14][15]

## 使用車輛
2022年2月28日前：
- 宇通ZK6105HG
- 宇通ZK6118HGE
- 宇通ZK6128HGE

2022年2月28日起：
- 宇通ZK6105HG
- 宇通ZK6118HGE
- 宇通ZK6128HGE
- 中通LCK6113SHEVG

2022年5月9日起：
- 中通LCK6113SHEVG
- 宇通ZK6128HGE

2022年6月起：
- 中通LCK6113SHEVG
- 宇通ZK6128HGE
- 宇通ZK6105HG

2022年6月14日起：
- 中通LCK6113SHEVG
- 宇通ZK6128HGE

2022年6月23日起：
- 中通LCK6113SHEVG

2022年8月8日起：
- 中通LCK6113SHEVG
- 蘇州金龍KLQ6116GHEV

2022年10月15日起：
- 中通LCK6113SHEVG

## 電牌
| 往葡京方向     | 往葡京方向        | 往葡京方向 |
| 日期           | 頭牌              | 圖例       |
| -------------- | ----------------- | ---------- |
| 開線至今       | 亞馬喇前地        |            |
| 往關閘方向     |                   |            |
| 日期           | 頭牌              | 圖例       |
| 2024年2月9日前 | 關閘              |            |
| 2024年2月9日起 | 關閘 通往拱北口岸 |            |

## 路線資料

### 收費
| 收費類別     | 收費類別                      | 收費類別             | 費用 |
| ------------ | ----------------------------- | -------------------- | ---- |
| 現金         | 現金                          | 現金                 | $6.0 |
| 境外支付工具 | 支付寶（內地及香港）          | 支付寶（內地及香港） | $6.0 |
| 境外支付工具 | 雲閃付 非綁定澳門銀聯卡       |                      | $6.0 |
| 境外支付工具 | 微信支付（內地及香港）        |                      | $6.0 |
| 境外支付工具 | 交通聯合 非澳門發行的全國通卡 |                      | $6.0 |
| 境內支付工具 | 澳門通                        | 全民卡               | $4.0 |
| 境內支付工具 | 澳門通                        | 學生卡               | $2.0 |
| 境內支付工具 | 澳門通                        | 長者卡               | 免費 |
| 境內支付工具 | 澳門通                        | 殘疾卡               | 免費 |
| 境內支付工具 | 聚易用＋                      | 聚易用＋             | $4.0 |

### 服務時間及班距
| 服務時間                     | 星期一至六              | 星期日 （含強制性假期） |
| ---------------------------- | ----------------------- | ----------------------- |
| 關閘東側上落客區             | 07:00-09:30 15:00-20:00 | 停駛                    |
| 班距                         | 8-12分鐘                | 停駛                    |
| 懸掛8號風球後1小時開出尾班車 |                         |                         |

### 路線停站
| 3AX  | 關閘 ↺ 亞馬喇前地 | 關閘 ↺ 亞馬喇前地  | 關閘 ↺ 亞馬喇前地 |
| 序號 | 循環線            | 循環線             | 循環線            |
| 序號 | 站號              | 站名               | 出入境口岸        |
| 1    | M248              | 關閘東側上落客區   | 關閘邊檢大樓      |
| 2    | M50               | 勞動節大馬路／廣華 |                   |
| 3    | M265              | 漁人碼頭會展中心   |                   |
| 4    | M264              | 勵庭海景酒店       |                   |
| 5    | M257              | 新口岸／文化中心   |                   |
| 6    | M251              | 捐血中心           |                   |
| 7    | M263              | 仙德麗街           |                   |
| 8    | M172/16           | 亞馬喇前地         |                   |
| 9    | M160/2            | 十月一號前地       |                   |
| 10   | M258              | 宋玉生廣場／東南亞 |                   |
| 11   | M259              | 孫逸仙大馬路／金沙 |                   |
| 12   | M64               | 黑沙環新街／南華   |                   |
| 13   | M235              | 東北大馬路／保利達 |                   |
| 14   | M247              | 海上居             |                   |
| 15   | M248              | 關閘東側上落客區   | 關閘邊檢大樓      |

### 賽車期間路線停站
| 3AX  | 關閘 ↺ 亞馬喇前地 | 關閘 ↺ 亞馬喇前地      |
| 序號 | 循環線            | 循環線                 |
| 序號 | 站號              | 站名                   |
| 1    | M248              | 關閘東側上落客區       |
| 2    | M51               | 東北大馬路／廣華       |
| 3    | M264              | 勵庭海景酒店           |
| 4    | M257              | 新口岸／文化中心       |
| 5    | M251              | 捐血中心               |
| 6    | M263              | 仙德麗街               |
| 7    | M172              | 亞馬喇前地             |
| 8    | M262              | 城市日大馬路／波爾圖街 |
| 9    | M258              | 宋玉生廣場／東南亞     |
| 10   | M259              | 孫逸仙大馬路／金沙     |
| 11   | M234              | 東北大馬路／海濱       |
| 12   | M235              | 東北大馬路／保利達     |
| 13   | M247              | 海上居                 |
| 14   | M248              | 關閘東側上落客區       |

- 粗體字為大賽車期間臨時停靠站點

## 圖片集

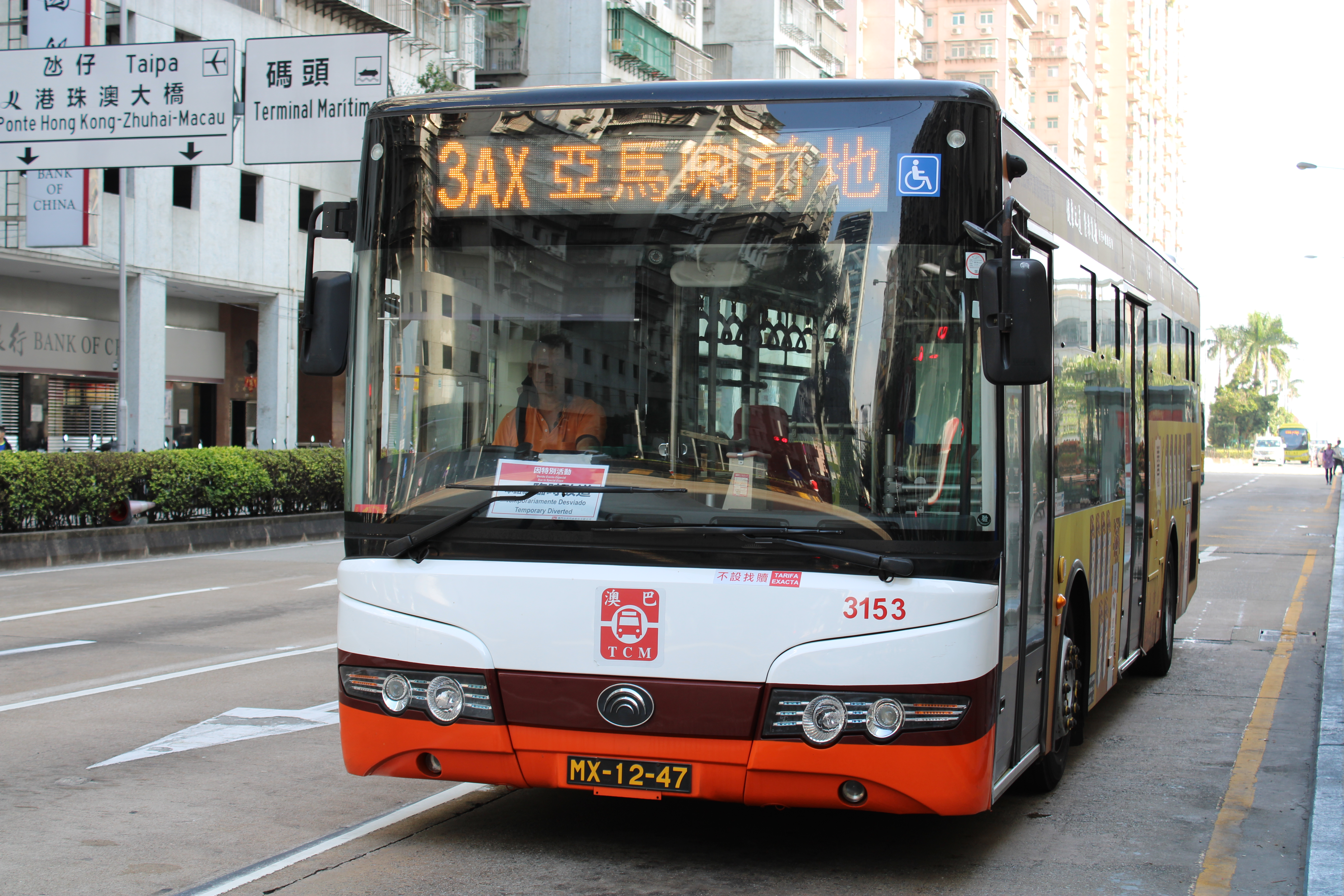
宇通ZK6105HG
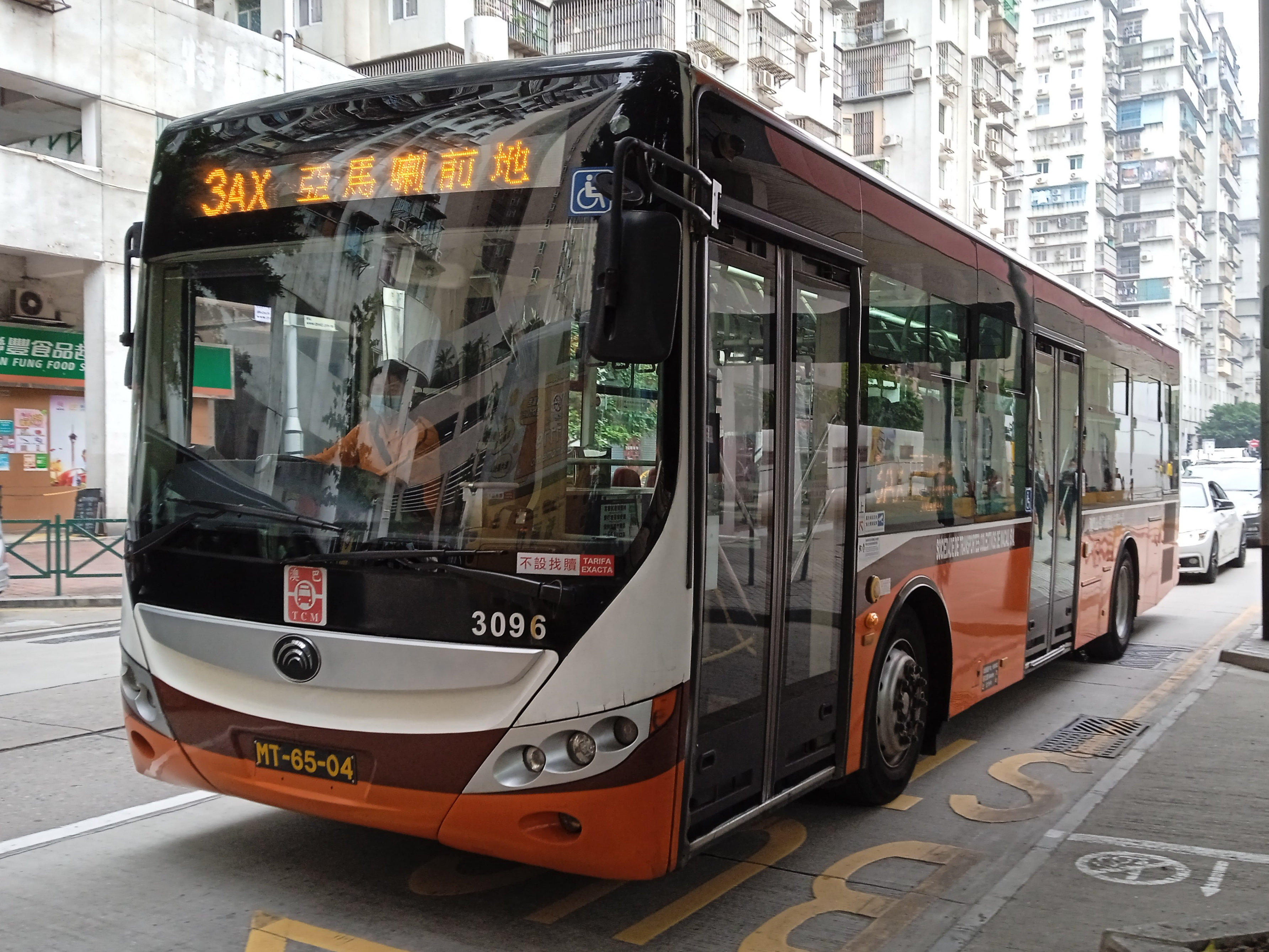
宇通ZK6118HGE
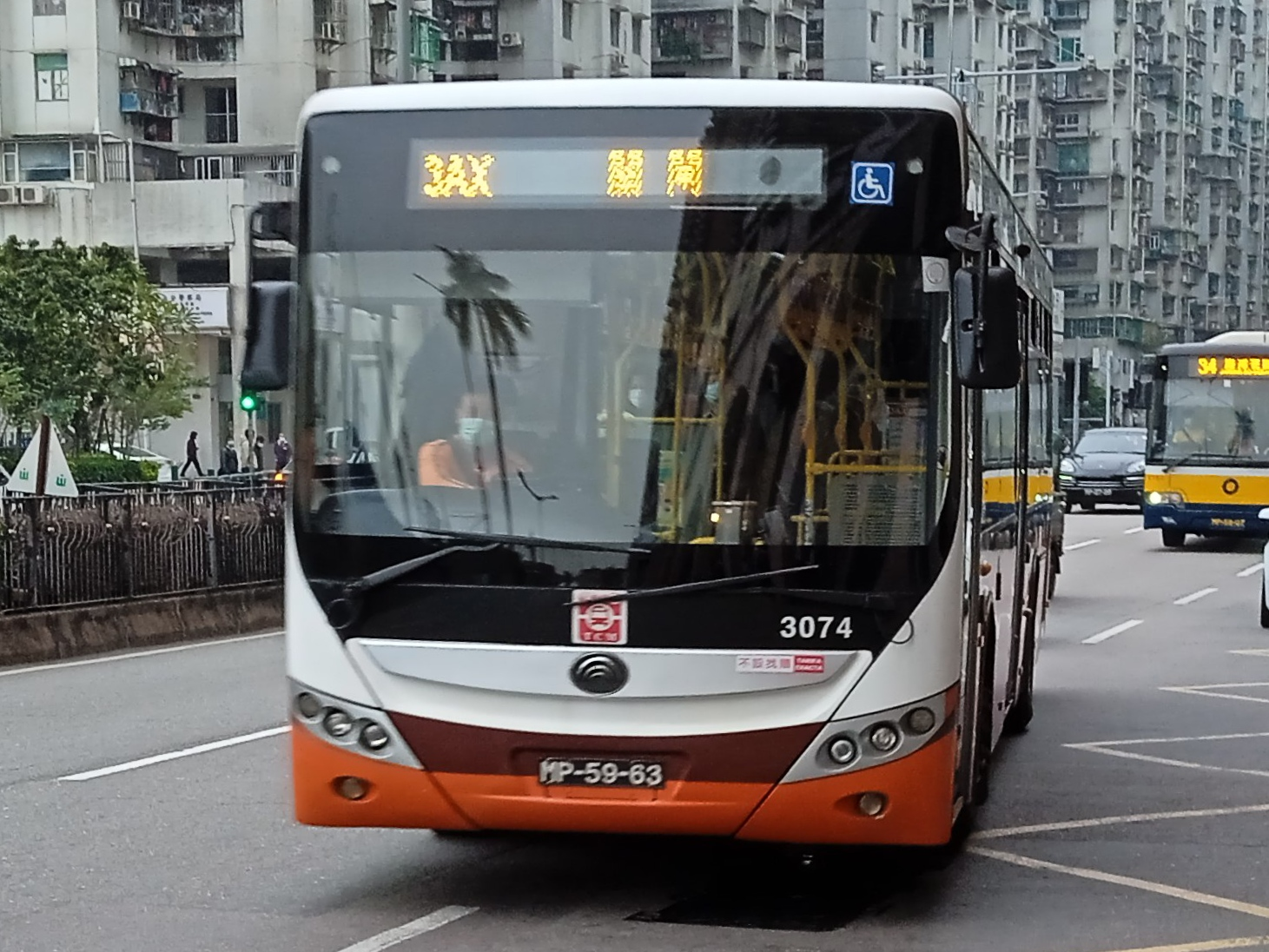
宇通ZK6118HGE
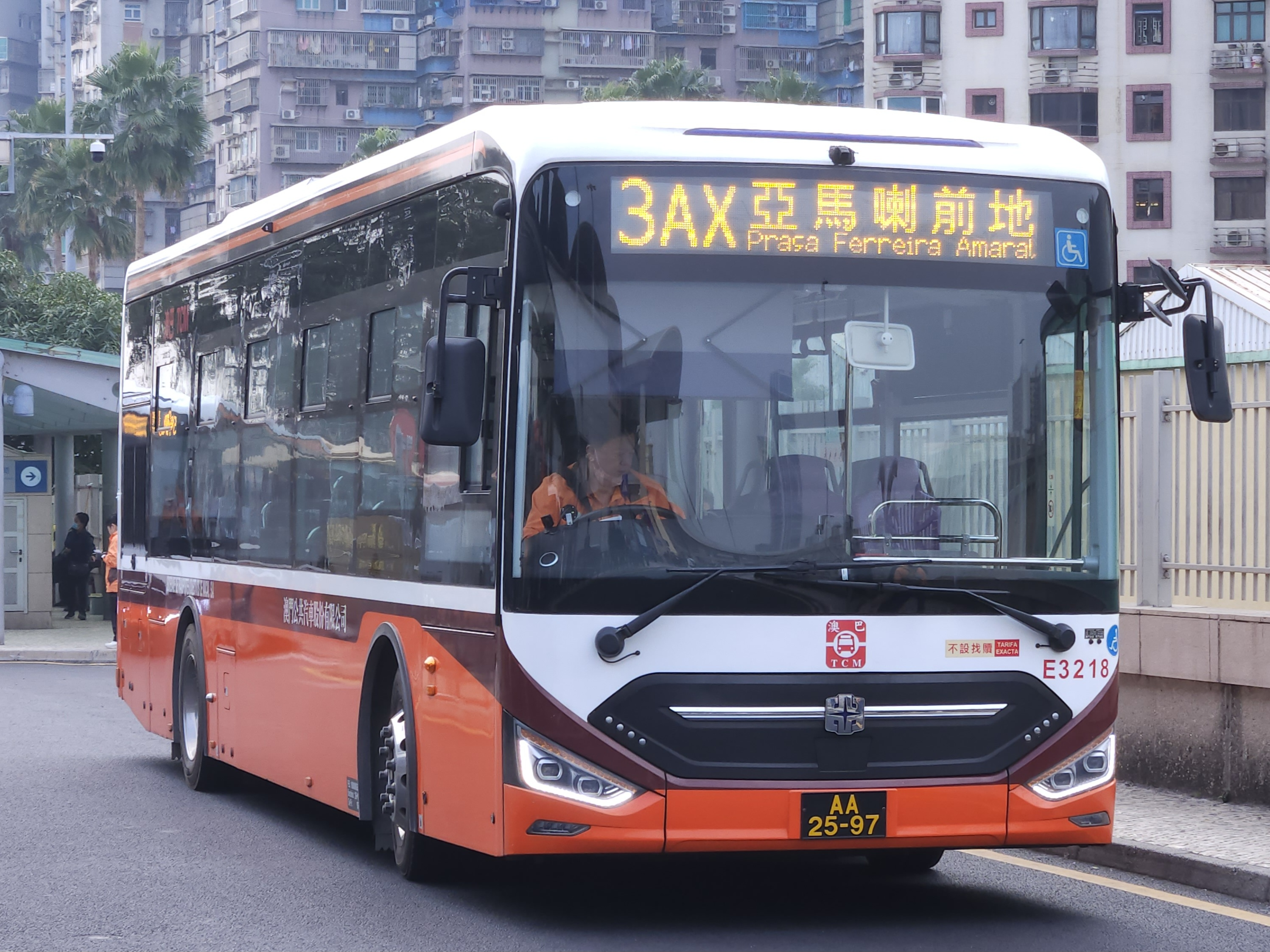
中通LCK6113SHEVG
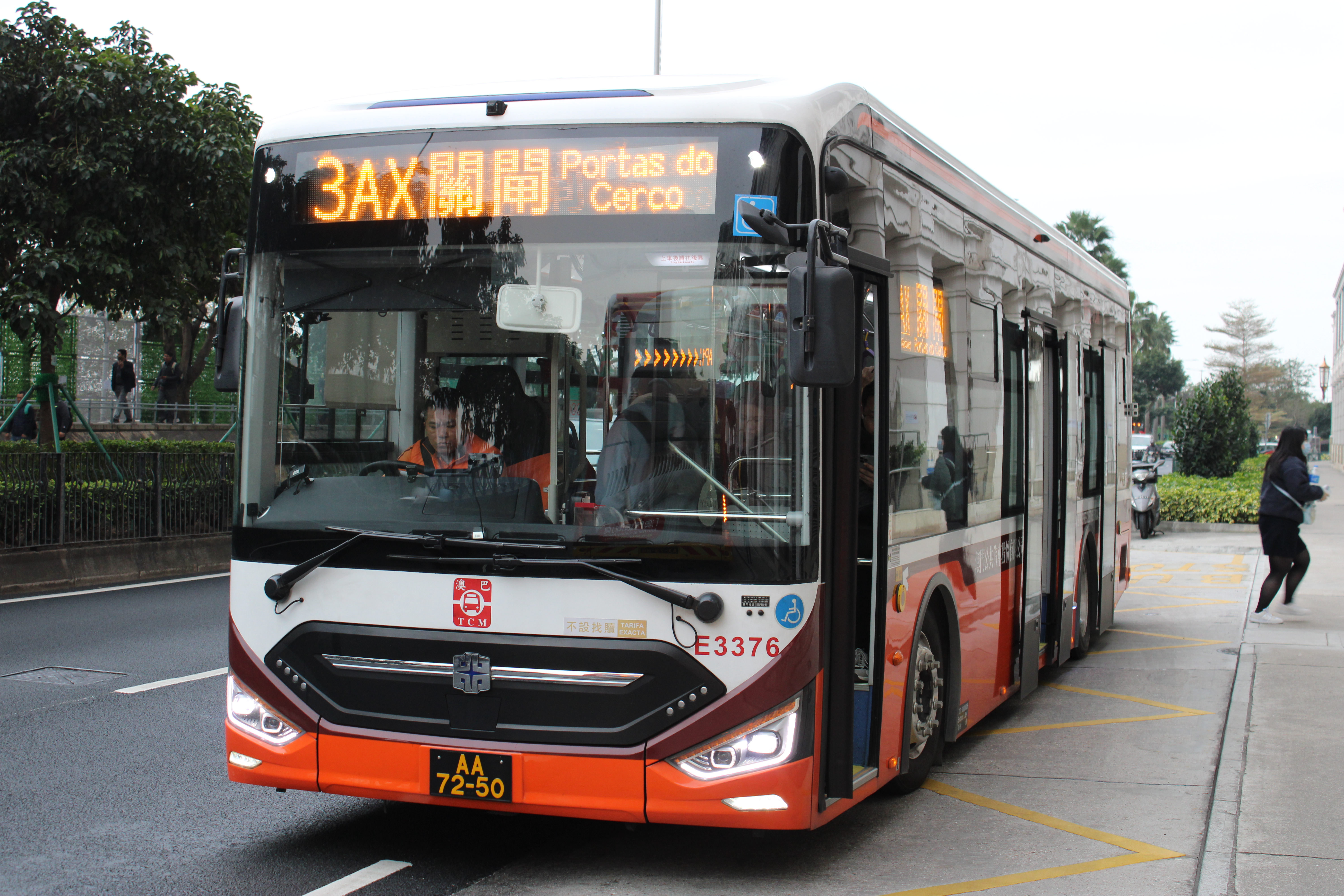
中通LCK6113SHEVG
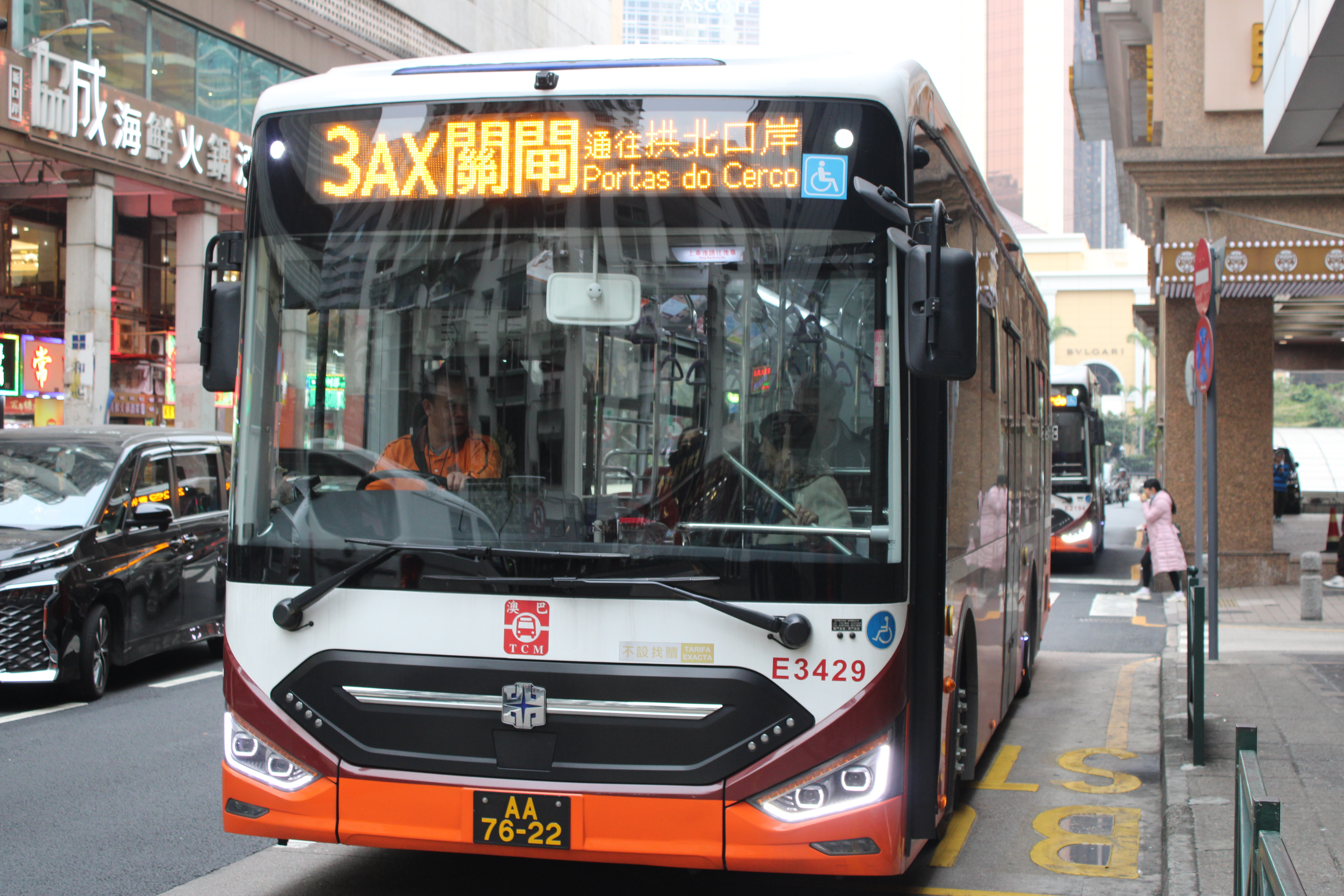
中通LCK6113SHEVG

## 外部連結
- 澳門公共汽車股份有限公司（官方網站） （页面存档备份，存于）